# Белнеп (Іллінойс)
Белнеп (англ. Belknap) — селище (англ. village) в США, в окрузі Джонсон штату Іллінойс. Населення — 88 осіб (2020).

## Географія
Белнеп розташований за координатами 37°19′21″ пн. ш. 88°56′23″ зх. д. / 37.32250° пн. ш. 88.93972° зх. д. (37.322600, -88.939710).  За даними Бюро перепису населення США в 2010 році селище мало площу 2,74 км², з яких 2,74 км² — суходіл та 0,01 км² — водойми.

## Демографія
Згідно з переписом 2010 року, у селищі мешкали 104 особи в 47 домогосподарствах у складі 28 родин. Густота населення становила 38 осіб/км².  Було 59 помешкань (21/км²).
Расовий склад населення:
| - 97,1 % — білих |

До двох чи більше рас належало 2,9 %. Частка іспаномовних становила 0,0 % від усіх жителів.
За віковим діапазоном населення розподілялося таким чином: 23,1 % — особи молодші 18 років, 60,6 % — особи у віці 18—64 років, 16,3 % — особи у віці 65 років та старші. Медіана віку мешканця становила 42,0 року. На 100 осіб жіночої статі у селищі припадало 92,6 чоловіків;  на 100 жінок у віці від 18 років та старших — 77,8 чоловіків також старших 18 років.
За межею бідності перебувало 50,0 % осіб, у тому числі 60,0 % дітей у віці до 18 років та 42,9 % осіб у віці 65 років та старших.
Цивільне працевлаштоване населення становило 16 осіб. Основні галузі зайнятості: будівництво — 31,3 %, освіта, охорона здоров'я та соціальна допомога — 18,8 %, транспорт — 12,5 %, публічна адміністрація — 6,3 %.